# Municipio de San Dionisio Ocotlán
El municipio de San Dionisio Ocotlán (del náhuatl: ocotl, tlan ‘ocote, entre’‘Entre los ocotes’) es uno de los 570 municipios que conforman al estado mexicano de Oaxaca. Pertenece al distrito de Ocotlán, dentro de la región valles centrales. Su cabecera es la localidad de San Dionisio Ocotlán.

## Geografía
El municipio abarca 9.32 km² y se encuentra a una altitud promedio de 1500 m s. n. m., oscilando entre 1900 y 1500 m s. n. m.

## Demografía
De acuerdo al último censo, realizado por el INEGI en 2010, en el municipio habitan 1245 personas, repartidas entre 4 localidades.